# Відьмак IV
Відьмак IV (англ. The Witcher IV; пол. Wiedźmin IV) — це майбутня рольова гра, що розробляється CD Projekt Red та видаватиметься CD Projekt. Це перша частина нової трилогії серії «Відьмак», події якої відбуваються після подій «Відьмак 3: Дикий гін». На відміну від оригінальної трилогії, головним героєм якої був Ґеральт з Рівії, у четвертій частині ігрової серії головною героїнею є його прийомна донька Цірі з Цінтри.

## Розробка
У березні 2022 року CD Projekt Red (CDPR) оголосили, що працюють над новою грою у серії Відьмак. У жовтні студія показала, що вона стане першою частиною нової трилогії. Після виходу Cyberpunk 2077 (2020) CDPR внесла структурні зміни у свій виробничий процес, подовживши фазу препродакшену, щоб встановити чіткі етапи розробки та забезпечити цілісний дизайн для майбутніх проєктів, включаючи нову гру у франшизі «Відьмак», яка залишалася на стадії препродакшену з травня 2022 року до листопада 2024 року, коли розпочалася повномасштабна розробка. Усередині компанії гра має кодову назву «Project Polaris».
Розробники прагнули, щоб гра не суперечила та не «ламала» усталений канон, незалежно від вибору гравців у Відьмак 3: Дикий гін (2015). CDPR також визнали, що деякі гравці можуть бути незнайомі з попередніми іграми франшизи, тому мали на меті створити Відьмак IV як водночас нову відправну точку для новачків серії і продовження історії для давніх шанувальників. Студія вже давно розглядала ідею гри, де Цірі, яка з'явилася як допоміжний персонаж у Дикому гоні, стане головною героїнею, описуючи її як «дуже органічний, логічний вибір». Сіан Махер, дизайнер франшизи та історії в CDPR, пояснив, що «Відьмак, як назва відсилає до обох (головних героїв оригінальної трилогії) — Ґеральта та Цірі — та завжди відсилала», причому остання є «можливо, важливішою для сюжету, ніж сам Ґеральт». На відміну від Ґеральта, досвідченого мисливця на монстрів, Цірі у «Відьмаку IV» зображена як мисливиця-початківець, яка «збирається сформувати свій власний кодекс на своїх умовах». Режисер гри Себастіан Калемба підкреслив, що розробники прагнуть розширити свободу дій гравців, пропонуючи більше варіантів як для сюжетних, так і для ігрових рішень, створюючи більш персоналізований досвід.
Студія хотіла підвищити ступінь гнучкості ігрового процесу, спираючись на свій досвід роботи над Cyberpunk 2077, зокрема, у поєднанні дослідження світу з покращеною узгодженістю між основними сюжетними місіями, побічними квестами та діяльністю у відкритому світі. Гра розробляється на Unreal Engine 5, який CDPR обрали після переходу від власного рушія REDengine, що раніше використовували у Відьмак 2: Убивці королів (2011) та Відьмак 3: Дикий гін. На відміну від розробки Cyberpunk 2077, студія почала тестувати гру на консолях на ранній стадії виробництва, щоб уникнути збоїв.

## Реліз
Відьмак IV було анонсовано дебютним трейлером на церемонії The Game Awards у грудні 2024 року.  За словами Пьотра Нелюбовича - фінансового директора CD Projekt, гра вийде не раніше початку 2027 року .